# Niviventer fulvescens
Niviventer fulvescens — вид пацюків (Rattini), зустрічається в Бангладеш, Камбоджі, Китаї, Індонезії, Лаосі, Малайзії, Непалі, Пакистані, Таїланді та В'єтнамі.

## Морфологічна характеристика
Довжина голови й тулуба від 130 до 170 мм, довжина хвоста від 155 до 220 мм, довжина лапи від 25 до 35 мм, довжина вуха від 18 до 21 мм, вага до 135 грамів. Волосяний покрив загалом м'який, іноді усипаний довгими колючими волосками. Колір верхніх частин варіюється від світло-жовто-коричневого до яскраво-палевого, а черевні частини жовтувато-білі. Лінія поділу вздовж боків чітка. Лапи відносно довші і тонші, ніж у інших представників роду. Зовнішня частина ніг варіюється від сріблясто-сірого до світло-коричневого. Хвіст довший за голову і тулуб, зверху темно-коричневий, знизу білуватий. Число хромосом 2n = 46, FN = 60–64.

## Середовище проживання
Мешкає в різних типах лісів, від субтропічних широколистяних вічнозелених до листяних вторинних лісів до 2200 метрів над рівнем моря.

## Спосіб життя
Це наземний вид, навіть якщо його нерідко можна зустріти на деревах. Харчується насінням, ягодами, комахами та частинами рослин.